# Nevada Theatre
Das Nevada Theatre, auch als Cedar Theatre bekannt, befindet sich im Stadtzentrum von Nevada City, Kalifornien, und ist das älteste bestehende Theatergebäude Kaliforniens. Die wichtigsten Epochen seiner Bedeutung waren 1850–1874, 1875–1899, 1900–1924 und 1925–1949.

## Geschichte
Nachdem das dreistöckige Bailey House Hotel an der Broad und Bridge Street 1863 niedergebrannt war, begann die Nevada Theatre Association mit der Beschaffung von Mitteln für ein neues Gebäude. Aktien wurden zu 100 Dollar pro Stück verkauft, und im Juni 1865 wurde ein Ball veranstaltet, um die restlichen Kosten für das rustikale viktorianische Gebäude zu decken. Der Architekt, der Erbauer und der Ingenieur des Gebäudes sind unbekannt. Als das Theater am 9. September 1865 eröffnet wurde, war die erste Aufführung die zweiaktige Komödie von John Poole mit dem Titel The Dutch Governor, or 'Twould Puzzle a Conjurer.
Bereits 1908 wurden Stummfilme vorgeführt, und 1909 wurde das Theater umgebaut und zu einem Kino umfunktioniert. Ein schräger Boden und elektrisches Licht wurden 1915 hinzugefügt. Im Jahr 1957 wurde das Kino aufgrund der schlechten Wirtschaftslage geschlossen, später jedoch durch Spenden der Öffentlichkeit erworben und 1968 wiedereröffnet.

## Gebäude
Mit über 200 Plätzen, darunter auch Balkonplätze, wird das Theater das ganze Jahr über sowohl für Live-Vorstellungen als auch für Filme genutzt. Es ist für Rollstuhlfahrer zugänglich.
Der Backstage-Bereich befindet sich unter der Bühne und ist babyblau gestrichen. Er umfasst einen kleinen Raum mit Schminkspiegeln.

## Ausführende Künstler
In der Vergangenheit traten u. a. Lotta Crabtree, Mötley Crüe, Jack London, Emma Nevada, Mark Twain und die Comedy-Truppe The Second City auf.
Zu den heutigen Hauptnutzern gehören:
- LeGacy Productions
- Nevada Theatre Film Series
- Sierra Stages
- Community Asian Theatre of the Sierra
- Wild & Scenic Environmental Film Festival

## Provisionen
Die Nevada County Liberal Arts Commission wurde in den 1960er Jahren gegründet, um das Gebäude von United Artists zu erwerben. Die Nevada Theatre Commission, eine 501(c)(3) gemeinnützige Gesellschaft, folgte der ersten Kommission und ist mit einem Verwaltungsrat das leitende Organ des Nevada Theatre. Sie ist Eigentümerin, Betreiberin, Restauratorin und Nutzerin des Theaters, um „das historische Nevada Theatre und seine anderen historischen Gebäude zu erhalten und weiterzuentwickeln, um der Gemeinschaft ein zugängliches, nutzbares und wertvolles Kulturgut zu bieten“ (Mission Statement).

## Wahrzeichen
Das Theater ist als California Historical Landmark Nr. 863 registriert und wurde am 14. März 1973 in das National Register of Historic Places aufgenommen. Auf der Gedenktafel steht:

DAS NEVADA IST DAS ÄLTESTE NOCH EXISTIERENDE THEATERGEBÄUDE KALIFORNIENS UND WURDE AM 9. SEPTEMBER 1865 ERÖFFNET. AUF SEINER BÜHNE TRATEN BERÜHMTHEITEN WIE MARK TWAIN, JACK LONDON UND EMMA NEVADA AUF. DAS 1957 GESCHLOSSENE THEATER WURDE SPÄTER DURCH ÖFFENTLICHE SPENDEN ERWORBEN UND AM 7. MAI 1968 WIEDERERÖFFNET, UM DEN KULTURELLEN BEDÜRFNISSEN DER GEMEINDE ZU DIENEN.
IN KALIFORNIEN EINGETRAGENES HISTORISCHES WAHRZEICHEN NR. 863
PLAQUE ANGEBRACHT VON DER STAATLICHEN ABTEILUNG FÜR PARKS UND ERHOLUNG IN ZUSAMMENARBEIT MIT DER KOMMISSION FÜR HISTORISCHE DENKMALE UND FREIE KÜNSTE DES LANDKREISES NEVADA, 27. APRIL 1974.